# Ifjú Fizikusok Nemzetközi Versenye
Az Ifjú Fizikusok Nemzetközi versenye (International Young Physicists' Tournament), vagy röviden IYPT, amelyet néha „fizikai világbajnokságnak” is neveznek, egy tudományos verseny középiskolás diákok csapatai között. A lehető legpontosabban utánozza a valós tudományos kutatást és a kapott eredmények bemutatásának és védelmének folyamatát.
A résztvevőknek csaknem egy évük van arra, hogy 17 nyílt végű vizsgálati problémán dolgozzanak, amelyeket évente július végén tesznek közzé. A problémák jó része könnyen reprodukálható, váratlan viselkedést felmutató jelenségek. A megoldások célja nem a „helyes válasz” kiszámítása vagy elérése, mivel itt ilyen fogalom nincsen. Ehelyett a cél a jelenség minél pontosabb megismerése és a kutatás helyénvaló bemutatása, illetve megvédése. A verseny meglehetősen konklúzió-orientált, mivel a résztvevőknek kísérleteket kell tervezniük és végrehajtaniuk, majd a kísérletek eredményeiből érvelt következtetéseket kell levonniuk.
Maga a verseny nem egy papíralapú verseny, mint a legtöbb tudományos diákolimpia, hanem egy tudományos vita előadása (vagy egy szakdolgozat megvédése), ahol a résztvevők az előadó (Reporter), az opponens (Opponent) és a bíráló (Reviewer) szerepét töltik be, így már iskolás korukban megismerhetik a szakmai bírálatot. A vitaalapú összejöveteleket Physics Fights-nak nevezik, és a csapatok teljesítményét szakértő fizikusok (Jury members) bírálják.
A csapatok egészen különböző utakat járhatnak be ugyanazon probléma megoldására. Mindaddig, amíg a probléma széles körben meghatározott megfogalmazásán belül maradnak, minden út legitim, és a csapatokat a vizsgálataik által elért mélységek alapján ítélik meg.
Az IYPT egy nagyjából egy hétig tartó esemény, amelyen általában mintegy 150 nemzetközi középiskolás versenyző vesz részt.
Az IYPT az Európai Fizikai Társasággal (EPS) áll kapcsolatban, és 2013-ban az IYPT megkapta a Tiszta és Alkalmazott Fizika Nemzetközi Uniója (IUPAP) kitüntetését.

## A bajnokság felépítése
Az IYPT legfontosabb szerkezeti elemei a Physics Fight-ok. A verseny összesen 5 válogató fight-ból (Selective Fight) és egy döntő fight-ból (Final Fight) áll, utóbbin csak a legjobb 3 (vagy 4) csapat küzd meg a bajnokság végén. Ezeknek a Fight-oknak a felépítése egy futballverseny (például Labdarúgó-világbajnokság) csoportfázisához hasonlítható.
Minden Fight 3 (vagy 4) Stage-ből áll. Minden Stage-ben az összes résztvevő csapatnak egy megadott szerepe van a következők közül: Előadó (Reporter), Opponens (Opponent), bíráló (Reviewer), és egy Megfigyelő (Observer), amennyiben a Fight-on 4 csapat vesz részt. A 3 (vagy 4) Stage alatt a szerepek "forognak", így minden csapat pontosan egyszer tölti be mindegyik szerepet, ezt a "forgást" következő táblázatok szemléltetik:
| Stage  | 1    | 2    | 3    |
| ------ | ---- | ---- | ---- |
| Team 1 | Rep. | Rev. | Opp. |
| Team 2 | Opp. | Rep. | Rev. |
| Team 3 | Rev. | Opp. | Rep. |

| Stage  | 1    | 2    | 3    | 4    |
| ------ | ---- | ---- | ---- | ---- |
| Team 1 | Rep. | Obs. | Rev. | Opp. |
| Team 2 | Opp. | Rep. | Obs. | Rev. |
| Team 3 | Rev. | Opp. | Rep. | Obs. |
| Team 4 | Ops. | Rev. | Opp. | Rep. |

Az alábbi táblázat egyetlen Stage felépítését mutatja be:
| Esemény                                                               | Időtartam                                       | Reporter | Opponent | Reviewer | Jury  |
| --------------------------------------------------------------------- | ----------------------------------------------- | -------- | -------- | -------- | ----- |
| Az Opponens kihívja az Előadót egy problémára                         | 1 perc                                          | Aktív    |          |          |       |
| Az Előadó elfogadja vagy elutasítja a kihívást                        | 1 perc                                          | Aktív    |          |          |       |
| Az Előadó felkészülése                                                | 5 perc                                          |          |          |          |       |
| A előadás bemutatása                                                  | 12 perc                                         | Aktív    |          |          |       |
| Az Opponens rövid kérdései az Előadóhoz, és az Előadó válaszai        | 2 perc                                          | Aktív    | Aktív    |          |       |
| Az Opponens felkészülése                                              | 3 perc                                          |          |          |          |       |
| Az Opponens előadása                                                  | max. 4 perc                                     |          | Aktív    |          |       |
| Diszkusszió                                                           | 10 perc + Az Opponens előadásából megmaradt idő | Aktív    | Aktív    |          |       |
| Diszkusszió összefoglalása                                            | 1 perc                                          |          | Aktív    |          |       |
| A Bíráló kérdései az Előadóhoz és az Opponenshez, valamint a válaszok | 3 perc                                          | Aktív    | Aktív    | Aktív    |       |
| A Bíráló felkészülése                                                 | 2 perc                                          |          |          |          |       |
| A Bíráló előadása                                                     | 4 perc                                          |          |          | Aktív    |       |
| Zárszó                                                                | 2 perc                                          | Aktív    |          |          |       |
| A Zsűri kérdései                                                      | 5 perc                                          | Aktív    | Aktív    | Aktív    | Aktív |

Az utolsó Válogató Physics Fight-ban és a Döntő Physics Fight-ban a kihívás eljárása ki van hagyva.

## Idővonal
| Év   | Szám | Helyszín                            | Rendező ország                      | Csapatok száma                      | Országok száma                      | Aranyérmes csapat(ok)                                                         | Ezüstérmes csapat(ok)                                                         |
| ---- | ---- | ----------------------------------- | ----------------------------------- | ----------------------------------- | ----------------------------------- | ----------------------------------------------------------------------------- | ----------------------------------------------------------------------------- |
| 1988 | 1st  | Moszkva                             | Szovjetunió                         | 31                                  | 3                                   | Vitatható                                                                     | Vitatható                                                                     |
| 1989 | 2nd  | Moszkva                             | Szovjetunió                         | 8                                   | 7                                   | Nyugat-Németország, Bulgária                                                  | Oroszországi Szovjet Szövetségi Szocialista Köztársaság - Iskola 710, Moszkva |
| 1990 | 3rd  | Moszkva                             | Szovjetunió                         | 6                                   | 5*                                  | Oroszországi Szovjet Szövetségi Szocialista Köztársaság - Iskola 542, Moszkva | Lett Szovjet Szocialista Köztársaság - Riga, · Hollandia                      |
| 1991 | 4th  | Moszkva                             | Szovjetunió                         | 7                                   | 6*                                  | Magyarország                                                                  | Lengyelország, · Szovjet egyesített csapat                                    |
| 1992 | 5th  | Protvino                            | Oroszország                         | 12                                  | 10                                  | Fehéroroszország, · Csehszlovákia                                             | Hollandia, · Oroszország                                                      |
| 1993 | 6th  | Protvino                            | Oroszország                         | 19                                  | 11                                  | Grúzia                                                                        | Ukrajna, · Magyarország                                                       |
| 1994 | 7th  | Groningen                           | Hollandia                           | 12                                  | 11                                  | Csehország, · Oroszország                                                     | Grúzia                                                                        |
| 1995 | 8th  | Spała                               | Lengyelország                       | 15                                  | 12                                  | Németország                                                                   | Csehország, · Magyarország                                                    |
| 1996 | 9th  | Tskhaltubo                          | Grúzia                              | 13                                  | 10                                  | Csehország                                                                    | Németország, · Grúzia-2                                                       |
| 1997 | 10th | Cheb                                | Csehország                          | 15                                  | 11                                  | Magyarország, · Csehország                                                    | Fehéroroszország                                                              |
| 1998 | 11th | Donaueschingen                      | Németország                         | 18                                  | 16                                  | Csehország                                                                    | Németország-1, · Lengyelország                                                |
| 1999 | 12th | Bécs                                | Ausztria                            | 19                                  | 17                                  | Németország                                                                   | Grúzia, · Ausztria-1                                                          |
| 2000 | 13th | Budapest                            | Magyarország                        | 17                                  | 16                                  | Lengyelország-2                                                               | Németország, · Oroszország                                                    |
| 2001 | 14th | Espoo                               | Finnország                          | 18                                  | 16                                  | Szlovákia                                                                     | Ausztrália, · Németország                                                     |
| 2002 | 15th | Odessza                             | Ukrajna                             | 20                                  | 18                                  | Lengyelország                                                                 | Fehéroroszország, · Németország                                               |
| 2003 | 16th | Uppsala                             | Svédország                          | 23                                  | 22                                  | Németország                                                                   | Dél-Korea, · Lengyelország                                                    |
| 2004 | 17th | Brisbane                            | Ausztrália                          | 26                                  | 24                                  | Lengyelország                                                                 | Németország, · Szlovákia                                                      |
| 2005 | 18th | Winterthur                          | Svájc                               | 25                                  | 23                                  | Németország                                                                   | Fehéroroszország, · Amerikai Egyesült Államok                                 |
| 2006 | 19th | Pozsony                             | Szlovákia                           | 26                                  | 24                                  | Horvátország                                                                  | Dél-Korea, · Németország                                                      |
| 2007 | 20th | Seoul                               | Dél-Korea                           | 22                                  | 21                                  | Ausztrália                                                                    | Dél-Korea-2, · Új-Zéland                                                      |
| 2008 | 21st | Trogir                              | Horvátország                        | 21                                  | 21                                  | Németország                                                                   | Horvátország, · Új-Zéland                                                     |
| 2009 | 22nd | Tiencsin                            | Kína                                | 27                                  | 27                                  | Dél-Korea                                                                     | Ausztria, · Új-Zéland                                                         |
| 2010 | 23rd | Bécs                                | Ausztria                            | 23                                  | 23                                  | Szingapúr, · Ausztria, · Új-Zéland, · Dél-Korea                               | Németország, · Kínai Tajpej, · Irán, · Ausztrália, · Szlovákia                |
| 2011 | 24th | Teherán                             | Irán                                | 21                                  | 21                                  | Dél-Korea, · Ausztria, · Németország                                          | Kínai Tajpej, · Irán, · Szlovákia, · Szingapúr, · Fehéroroszország            |
| 2012 | 25th | Bad Saulgau                         | Németország                         | 28                                  | 28                                  | Dél-Korea, · Irán, · Szingapúr                                                | Fehéroroszország, · Németország, · Kínai Tajpej, · Svájc, · Ausztria          |
| 2013 | 26th | Tajpej                              | Kínai Tajpej                        | 26                                  | 26                                  | Szingapúr, · Dél-Korea, · Svájc                                               | Lengyelország, · Új-Zéland, · Szlovákia, · Svédország, · Brazília             |
| 2014 | 27th | Shrewsbury                          | Egyesült Királyság                  | 28                                  | 28                                  | Szingapúr, · Szlovákia, · Lengyelország, · Kína                               | Dél-Korea, · Új-Zéland, · Kínai Tajpej, · Oroszország, · Németország          |
| 2015 | 28th | Nakhonratcsaszima                   | Thaiföld                            | 27                                  | 27                                  | Szingapúr, · Lengyelország, · Kína                                            | Szlovákia, · Brazília, · Bulgária, · Oroszország, · Dél-Korea                 |
| 2016 | 29th | Jekatyerinburg                      | Oroszország                         | 29                                  | 29                                  | Szingapúr, · Németország, · Svájc, · Kínai Tajpej                             | Dél-Korea, · Szlovákia, · Új-Zéland, · Kína, · Magyarország                   |
| 2017 | 30th | Szingapúr                           | Szingapúr                           | 30                                  | 30                                  | Szingapúr, Kína, · Lengyelország, · Magyarország                              | Új-Zéland, Németország, Kínai Tajpej, Brazília, Csehország                    |
| 2018 | 31st | Peking                              | Kína                                | 32                                  | 32                                  | Szingapúr, Kína, Németország, Korea                                           | Brazília, Svédország, Szlovákia, Lengyelország, Ukrajna                       |
| 2019 | 32nd | Varsó                               | Lengyelország                       | 36                                  | 36                                  | Szingapúr, · Németország, · Svájc, · Kína                                     | Korea, · Brazília, · Ukrajna, · Új-Zéland, · Svédország                       |
| 2020 | 33rd | A COVID-19 miatt nem lett megtartva | A COVID-19 miatt nem lett megtartva | A COVID-19 miatt nem lett megtartva | A COVID-19 miatt nem lett megtartva | A COVID-19 miatt nem lett megtartva                                           | A COVID-19 miatt nem lett megtartva                                           |
| 2021 | 34th | Kutaiszi                            | Grúzia                              | 15                                  | 15                                  | Lengyelország, · Szlovákia, · Ausztria                                        | Ukrajna, · Magyarország, · Grúzia, · Svájc, · Oroszország                     |
| 2022 | 35th | Temesvár                            | Románia                             | 25                                  | 25                                  | Svájc, · Szingapúr, · Lengyelország                                           | Kínai Tajpej, · Ukrajna, · Németország, · Csehország, · Magyarország          |
| 2023 | 36th | Murree                              | Pakisztán                           | 14                                  | 14                                  | Lengyelország, · Thailand, · Szlovákia                                        | Kína, Ukrajna, Csehország, Magyarország, Brazília                             |
| 2024 | 37th | Budapest                            | Magyarország                        | -                                   | -                                   | -                                                                             | -                                                                             |

(*) Az országok száma vitatható, mivel néhány ország félúton járt az elismert függetlenség felé.

## Fordítás
Ez a szócikk részben vagy egészben  az   International Young Physicists' Tournament című angol Wikipédia-szócikk ezen változatának fordításán alapul.  Az eredeti cikk szerkesztőit annak laptörténete sorolja fel. Ez a jelzés csupán a megfogalmazás eredetét és a szerzői jogokat jelzi, nem szolgál a cikkben szereplő információk forrásmegjelöléseként.